# Andreas Bieber

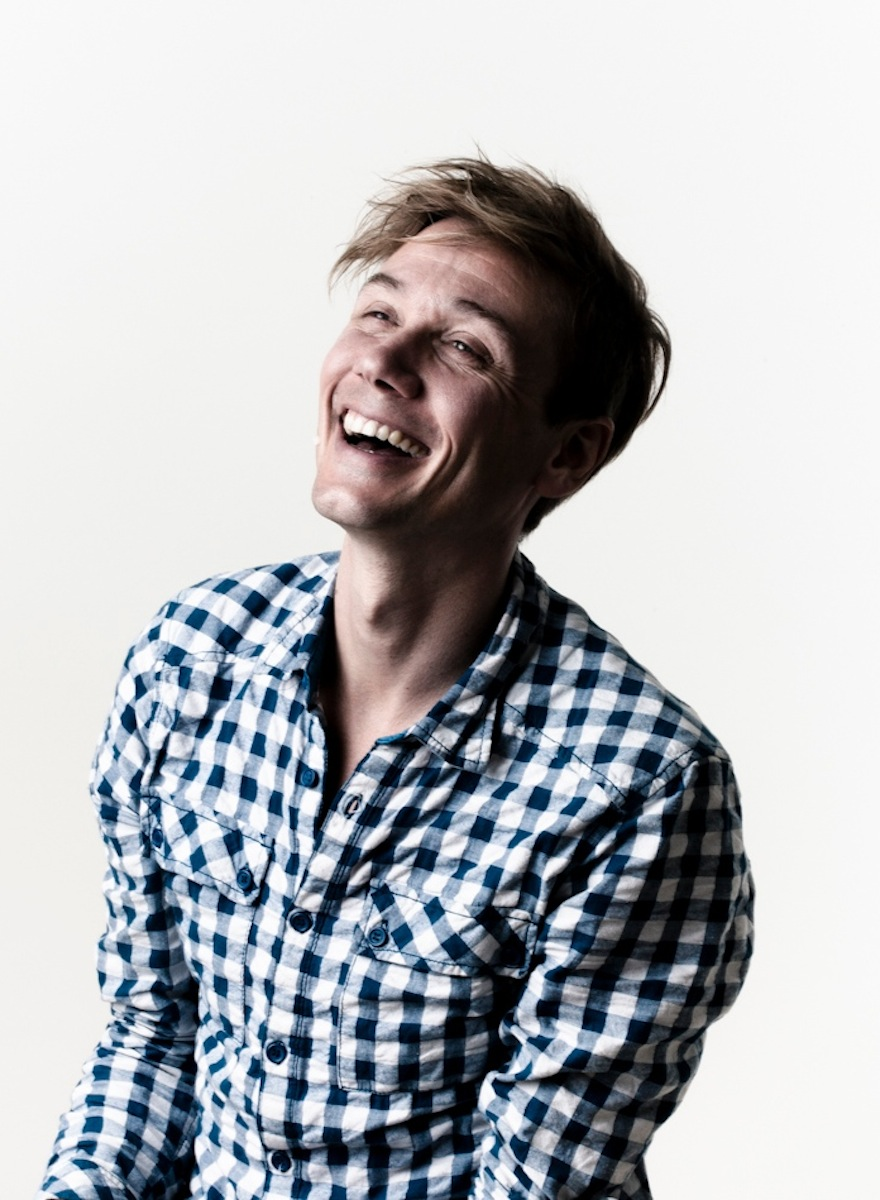
Andreas Bieber

Andreas Bieber (* 22. Dezember 1966 in Mainz) ist ein deutscher Schauspieler und Musicaldarsteller.

## Leben
Nach ersten Bühnenerfahrungen in der Schulzeit und einigen Rollen im Unterhaus-Theater in Mainz absolvierte Bieber nach dem Abitur seine Ausbildung in Schauspiel und Gesang am Theater an der Wien. Sein erstes Engagement bekam er auch in Wien im Ronacher in der Wiener Cats-Produktion. Er blieb Wien treu, als Kronprinz Rudolf in der Welturaufführung von Elisabeth am Theater an der Wien, als Danny in Grease und als Victor in Barbarella im Raimund Theater. Als Hedwig in Hedwig and the Angry Inch gelang Bieber im Wiener Metropol ein vielschichtiges Porträt eines Grenzgängers. 2017 stand er im Studio Lev Kassel e. V. erneut in dieser Rolle auf der Bühne.
Von Juni 2008 bis Februar 2009 war er in der Rolle des Leo Bloom in The Producers im neu eröffneten Wiener Ronacher zu sehen. Von Mai bis Juni 2009 war die Produktion auch im Admiralspalast in Berlin zu sehen. Von März 2010 bis Juni 2012 sang und spielte er im Wiener Raimundtheater die Rolle des Fred Hoffmann in dem Udo-Jürgens-Hitmusical Ich war noch niemals in New York; 2015 spielt er in diesem Musical im Theater des Westens in Berlin. Im Dezember 2014 trat er in dem Zwei-Personen-Musical Die Geschichte meines Lebens in Wien auf.
In der Spielzeit 2016/17 spielte er den Axel in Axel an der Himmelstür an der Volksoper Wien, wovon der ORF auch eine Fernsehaufzeichnung ausgestrahlt hat. Weitere Aufführungen folgten im Jänner 2018 und sind in der Spielzeit 2018/19 geplant.
Auch in Deutschland ist Bieber erfolgreich. Er war der Originaldarsteller des Joseph in Andrew Lloyd Webbers Musical Joseph and the Amazing Technicolor Dreamcoat im Colosseum in Essen und erreichte mit seinem Song Wie vom Traum verführt in der Hitparade Platz 1. Er war weiterhin als Magier in Peter Maffays Tabaluga und Lilli in Oberhausen zu sehen, sowie als James Dean in Die Legende von Jimmy in Essen, als Tommy am Opernhaus Dortmund oder als Euphorion in Faust II bei den Bad Hersfelder Festspielen.
Im Berliner Renaissance-Theater trat er seit Dezember 2012 in der Revue Ich weiß nicht, zu wem ich gehöre mit Texten und Liedern von Goethe, Schiller, Friedrich Hollaender, Stephen Trask sowie Kander & Ebb auf. Dort ist Bieber 2018 auch als Leopold in dem Singspiel Im weißen Rössl zu sehen. Von Oktober 2018 bis März 2020 verkörperte er den Entertainer in der Revue Vivid Grand Show im Berliner Friedrichstadt-Palast.
Im Fernsehen war Bieber als Philipp in Marienhof zu sehen. Ebenfalls im Kino als Hans, in einer komödiantischen Verfilmung des Grimm’schen Märchens vom Hans im Glück (1999) oder als Lucien in dem verfilmten Drama Die toten Körper der Lebenden von Peter Kern.

## Rollen

### Theater
- Leopold in „Im weißen Rössl“, Renaissance-Theater Berlin
- Axel in „Axel an der Himmelstür“, Volksoper Wien
- Fred Hoffmann in „Ich war noch niemals in New York“, Theater des Westens Berlin und Deutsches Theater München
- Alvin Kelby in „Die Geschichte meines Lebens“, Theater-Center Forum Wien
- Mann in „Ich weiß nicht, zu wem ich gehöre“, Renaissance-Theater Berlin
- Fred Hoffmann in „Ich war noch niemals in New York“, Raimund Theater Wien
- Leo Bloom in „The Producers“, Ronacher Theater Wien und Admiralspalast Berlin
- Euphorion in „Faust 2“, Festspiele Bad Hersfeld
- Lucien in „Liebesgesänge 1–2“, Künstlerhaus Wien
- Hedwig in „Hedwig and the angry inch“, Metropol Wien
- James Dean in „Die Legende von Jimmy“ von Berger/Plamandon, Theater Casanova Essen
- Robert in „Feuerwerk“, Theater und Philharmonie Essen
- Victor in „Barbarella“, Raimundtheater Wien
- Titelrolle „Tommy“ am Opernhaus Dortmund
- Conferencier in „Cabaret“, Stadttheater Baden
- Der Magier in „Tabaluga & Lilli“, Oberhausen
- Titelrolle in „Joseph“, Colosseum Essen
- Titelrolle in „Blondel“, Sommerfestspiele Amstetten
- Danny in „Grease“ am Raimundtheater Wien
- Frederic in „Die Piraten von Penzance“ am Opernhaus Dortmund
- Co-Regie und musikal. Staging für „Der Mann von La Mancha“, Essen
- Kronprinz Rudolf in der Welturaufführung von „Elisabeth“ am Theater an der Wien
- Robin in „Gesucht: Robin Hood“ bei den Sommerfestspielen Stockerau und im Akzent-Theater Wien
- „Aber nun zu etwas ganz anderem“, musikal. Kabarett im K&K-Theater Wien
- Philipp in „Teddy“, München/Giengen
- „Cats“ im Ronacher-Theater Wien
- Girolamo in „Momo“ von Michael Ende
- Frank in „Frank Tragelein, oder: die Hölle ist kalt“ von K. H. Scherfling
- Wolle in „Voll auf der Rolle“ von Leonie Ossowski
- Moritz Stiefel in „Frühlings Erwachen“ von Wedekind
- Hedwig in „Hedwig and the Angry Inch“ im Studio Lev in Kassel

### Kino/TV
- Penzlin in „Tatort Berlin“, Regie: Gabi Schlag
- Scharführer Leberecht in „Mein bester Feind“, Kinofilm (Regie: Wolfgang Murnberger)
- Lucien in „Die toten Körper der Lebenden“, Kinofilm (Regie: Peter Kern)
- „Die Wache“, RTL (Endemol-Productions, Köln)
- „Drei zum Verlieben“, RTL (Lisa-Film, München)
- Philipp Wolfengruber in „Marienhof“, ARD (Bavaria, München)
- Hans in  „Hans im Glück“, Kinofilm (GG-Film, Regie: Rolf Losansky)
- verschiedene TV-Comedy-Shows beim ORF, wie „Comedy Express“, „Ein Hauch von Broadway“, „Aber nun zu etwas ganz Anderem“

## Diskografie
- Mein Musical und Die Zeit dazwischen, Solo-Album
- Merci Cherie, die schönsten Lieder und Chansons von Udo Jürgens
- Die Geschichte meines Lebens
- The Producers
- Jimmy Dean
- Elisabeth
- Being Alive
- Shades of night
- Grease
- Voice of Eternity
- Joseph
- Clockwork of happiness, Solo-Single
- Stand Together, Solo-Album
- Tabaluga & Lilli
- The Musicals of Kunze/Levay Vol. 1+2
- Barbarella
- You walk with me
- No Frontiers, Solo-Album
- Ich war noch niemals in New York
- Auf die guten Zeiten
- Tanzen im Glück